# Траурный дронго
Тра́урный дро́нго (лат. Dicrurus adsimilis) — вид певчих воробьиных птиц из семейства дронговых (Dicruridae).

## Описание
Траурный дронго достигает длины до 25 см и имеет блестящее оперение чёрного цвета, у женских особей блеск выражен не так ярко. Его клюв чёрный, а глаза красные. Характерным является хвост, который раздваивается на конце.

## Распространение
Траурный дронго широко распространён в странах южнее Сахары. Обитает в открытых лесах или в буше.

## Размножение
В кладке от 2 до 4 яиц. Гнездо в форме чаши строит в верхней кроне деревьев в разветвлении.

## Образ жизни
Питается преимущественно насекомыми, а также плавающими у поверхности рыбами или добычей других птиц, которую они отнимают у них. Другая тактика получения корма - это преследование в африканском тропическом лесу крупных животных, таких как носороги, слоны, жирафы и т. д. Большие млекопитающие вспугивают при ходьбе сквозь высокую траву и мимо деревьев большое количество насекомых, что выгодно траурному дронго. Он получает таким образом удобным способом широкий ассортимент питания. Поэтому траурных дронго часто можно наблюдать вблизи стад или семейных групп вышеназванных млекопитающих.
Траурный дронго не пугливая и очень агрессивная птица. Она не боится атаковать больших птиц, даже дневных хищных птиц, если, к примеру, его гнезду грозит опасность.

## Галерея

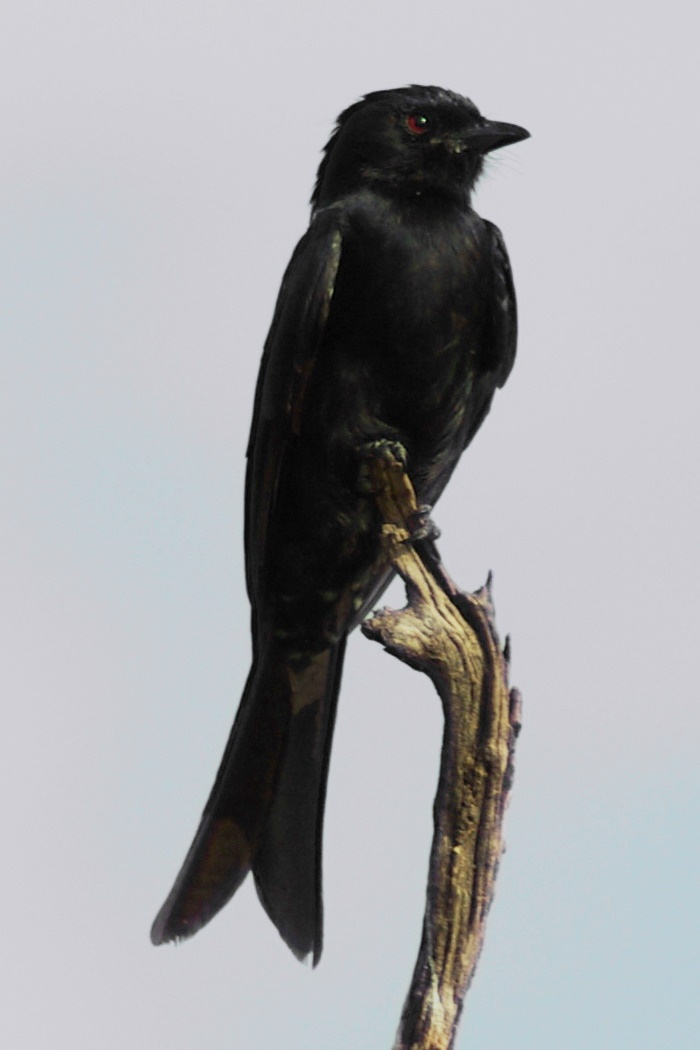
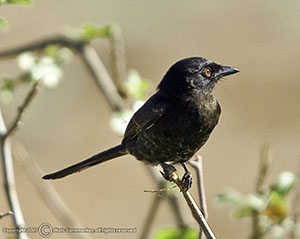